# Kootenay Ice
Kootenay Ice byl kanadský juniorský klub ledního hokeje, který sídlil v Cranbrooku v provincii Britská Kolumbie. V letech 1998–2019 působil v juniorské soutěži Western Hockey League. Založen byl v roce 1998 po přestěhování týmu Edmonton Ice do Cranbrooku. V lednu 2019 představenstvo WHL odsouhlasilo přesunutí klubu do Winnipegu z důvodu nízké návštěvnosti. Své domácí zápasy odehrával v hale Western Financial Place s kapacitou 4 654 diváků. Klubové barvy byly světle modrá, černá, oranžová a bílá. Klub třikrát vyhrál WHL a jednou Memorial Cup, turnaj pro celkového vítěze CHL.
Nejznámější hráči, kteří prošli týmem, byli např.: Roman Polák, Stanislav Gron, Jaroslav Svoboda, Dean Arsene, Cody Eakin, Martin Šagát nebo Dominik Pacovský.

## Úspěchy
- Vítěz Memorial Cupu ( 1× )
  - 2002
- Vítěz WHL ( 3× )
  - 1999/00, 2001/02, 2010/11

## Přehled ligové účasti
Zdroj: 
- 1998–1999: Western Hockey League (Centrální divize)
- 1999–2000: Western Hockey League (Západní divize)
- 2000–2001: Western Hockey League (Centrální divize)
- 2001–2006: Western Hockey League (Britskokolumbijská divize)
- 2006–2019 : Western Hockey League (Centrální divize)